# سلوك
السلوك مصدر سمي به الفعل أو رد الفعل لغرض شيء أو عضوية. يكون عادة مرتبطا بالبيئة.يمكن للسلوك أن يكون واعياً أو غير واعي، طوعي أو غير طوعي وللسلوك تأثير مباشر على العالم الخارجي المحيط بالكائن الحي مما ينشأ عادة عن بعض المشاكل العلمية في علاقات الناس ببعضهم وبوقوع نتائج السلوك يحدث تأثيرها في الكائن نفسه وبالتالي تحد عملية تغذية راجعة. هناك أنواع من السلوك منها ما أطلق عليه سكينر السلوك الإجرائي الذي يعتمد على مثير معين في البيئة الخارجية والسلوك الفضولي لدى الفرد وهناك السلوك المقصود والمدبر. وللسلوك قوانين ذكر منها سكينر القوانين الساكنة ومشتقاتها والقوانين المتحركة ومتبوعاتها وقوانين التفاعل وفروعها.

## السلوك في علم الاحياء
في الجنس البشري، يعتقد أن نظام الغدد الصماء والجهاز العصبي هم من يتحكمون بالسلوك، والأعتقاد الأكثر شيوعاً أن السلوك للكائن الحي تتعلق بمدى تعقيد نظامها العصبي.عامة، الكائنات الحية التي لديها تعقيد أكثر بالجهاز العصبي لديها قدرة أكبر على تعلم استجابات جديدة وبالتالي ضبط سلوكهم. السلوك إما أن يورث أو يكتسب. ومع ذلك، البحوث الجارية في مشروع ميكروبيوم الإنساني يشير إلى احتمالية أن يتم السيطرة على السلوك الإنساني من تعداد ميكروب معين داخل جسم الإنسان.
أكثر عموماً، يمكن أعتبار السلوك مثل أي عمل للكائن الحي الذي يغير علاقته مع البيئة. ويوفر السلوك النواتج من الكائن الحي إلى البيئة

## السلوك في علم النفس
يمكن أن يكون سلوك البشر شائع، أو غير عادي، مقبول، أو غير مقبول. ويقيم البشر مقبولية السلوك باستخدام المعايير الأجتماعية وينظمون سلوكهم طبقاً للتحكم الاجتماعي. في علم الاجتماع، يعتبر السلوك أنه لا معنى له، وغير موجهاً للأشخاص الآخرين فبالتالي يعتبر أبسط عمل إنساني، على الرغم من أنها يمكن أن تلعب دوراً في تشخيص الأمراض النفسية. يدرس علم السلوك الحيواني مقارنة بعلم السلوك، علم البيئة السلوكي وعلم الأحياء الاجتماعي. وفقاً للقيم الأخلاقية، يعتمد سلوك البشرية على السلوك الشائع، العادي، أو غير العادي، المقبول أو غير المقبول من الآخرين.
أصبح السلوك مهمة بناء علم النفس في أوائل القرن الـ 20 مع ظهور نموذج معروف في وقت لاحق اسمه «السلوكية».وكانت السلوكية هي رد فعل ضد علم النفس الكلية والتي تهدف لمعرفة أو فهم في العقل دون الاستفادة من التجارب العلمية. وكانت السلوكية تعمل فقط على ما يمكن أن يرى أو مايبنى على وجهة النظر. وقد أسس هذا المجال جون واتسون.

### دوافع السلوك
وجد علماء النفس أن تكوين الإنسان وعملياته الديناميكية تتطلب إشباع حاجات معينة في ظروف خاصة وبأساليب معينة من النشاط حتى يمكنه أن ينشأ صحيحًا من الناحيتين النفسية والجسمية.
- الدوافع هي حالة داخلية شعورية أو لاشعورية، أو طاقات ترسم للكائن الحى أهدافه وغاياته، لتحقيق التوازن الداخلي لتهيئ له أحسن تكيف ممكن مع البيئة الخارجية.
- الغاية أو الهدف هي ما يشبع الدافع ويتجه إليه السلوك، وما يميز الإنسان عن الحيوان قدرة الإنسان علي تصور الغاية من سلوكه وعلي تصور الوسائل التي تؤدى إلى تحقيق هذه الغاية.[6]

#### خصائص السلوك الناتج عن الدافع
1. له صفة الغرضية حيث أن إشباع الدافع ينهى حالة التوتر الناشئة عن هذا الدافع.
2. له صفة التلقائية أي أن الكائن الحي لديه القدرة على أن يحرك نفسه حركة ذاتية تلقائية.
3. الاستمرار حيث يستمر سلوك الكائن الحي حتى يحقق حالة الإشباع المطلوبة.
4. تغير السلوك وتنوعه.
5. سلوك الكائن الحي يتناوله التحسن أي له قدره على التعلم.[7]

## الأسس التي تقوم عليه الدوافع
- مبدأ الطاقة والنشاط: تؤدي الدافعية إلى القيام بحركات الجسم وذلك بمد عضلات الجسم بالطاقة، وتفريغ شحنة هذا النشاط بالاستثارة الجسمانية من البيئة الخارجية أو من داخل الجسم.
- مبدأ الغرضية: تؤدى الدوافع إلى توجية السلوك نحو غرض أو هدف معين.
- مبدأ التوازن: ويقصد به أن الكائن الحي لديه الاستعداد لأن يحتفظ بحالة عضوية ثابتة متوازنة، وعمليًا حفظ التوازن الفسيولوجي هذه تتم آليا وينظمها الجسم بنفسه.
- مبدأ الحتمية الديناميكية: وهو أن كل سلوك له أسباب وهذه الأسباب توجد في الدوافع، ومن هذه الدوافع ما هو فسيولوجي في أصله ومنها ما هو مكتسب ومتعلم.[8]

## الفرق بين الدوافع الأولية والثانوية
| الدوافع الأولية                                                                                      | الدوافع الثانوية                                                                              |
| --- | --------------------------------------------------------------------------------------------- |
| مشتركة بين جميع أفراد الإنسان والحيوان.                                                              | تختص بالإنسان وبعضها مشترك بين جميع أفراده مع فوارق شكلية من بيئة إلى أخرى.                   |
| فطرية يولد بها الانسان.                                                                              | مكتسبة تنشأ في ظل الظروف المختلفة للفرد وتتأثر إلى حد كبير بالبيئة المحيطة به.                |
| بسيطة في طبيعة تكوينها.                                                                              | معقدة تنشأ في ظل الظروف المختلفة للفرد.                                                       |
| فسيولوجية صلتها وثيقة بالتكوين العضوى.                                                               | سيكولوجية صلتها وثيقة بالتكوين النفسي.                                                        |
| محدودة بأربعة هي: الدافع إلي الطعام والشراب، الدافع إلي الراحة، الدافع إلي الأمومة والدافع إلي الجنس | غير محدودة بعدد ومتغيرة من وقت إلى آخر في نفس الفرد؛ فهي فردية، والسلوك يختلف من فرد إلي آخر. |

## تقنيات تعديل السلوك
خلف كل سلوك دافع فنحن لا نقوم بشيء إلا إذا كان هناك شيء يحركنا للفعل ونتوقع أن نحصل من خلال هذا السلوك على نتيجة بما يعني أن السلوك يخدم وظيفة. وقد يخدم سلوك واحد عدة وظائف. فمثلا:
إشباع الجوع - دافع وهناك نتيجة متوقعة من أن الأكل سيشبع الجوع.
لقاء الاصدقاء -دافع- الشعور بالملل نتيجة متوقعه - أن يبدد الأصدقاء الملل
أن أي سلوك سيؤدي بالنتيجة إلى حاجه لدينا. فمثلا إذا ذهبت في رحله وقضيت وقتا ممتعا فكلما شعرت بالحاجة لقضاء وقت ممتع سأحاول الذهاب برحلة وفي حال كانت الرحلة الأولى غير ممتعه لا احاول الذهاب بها مره أخرى. نستخلص مما تقدم ان كل سلوك يخدم على الأقل وظيفه وان عدة سلوكيات تخدم عدة وظائف وإذا لم يحقق السلوك الوظيفة المستهدفة فإنه سيختفي تدريجيا هذه المقدمة لنبين كيف يمكن أن تقوم بتغيير سلوك ما وكيف يمكن لتغيير هذا السلوك أن نجد البديل له.
إن ما يحدث للطفل حين تضطرب عملية تطوره ونموه قد يكون مرده إلى الأسباب التي سنذكرها والتي تصيب الطفل بالقصور وتظهر هذه الملامح على الشكل التالي:
- - العدوانية والتخريب-التهديد- المشاجرة-الصراخ-نوبات غضب- عدم الطاعة- عدم الاحترام- (تشير بعض الإحصائيات ان هذه السلوكيات موجوده عند الذكور أكثر من الإناث.
  - كثرة الحركة تشمل الحركة الزائدة عدم الاستقرار التحرك الدائم سرعة التصرف إلهاء الآخرين.
  - المشاكل الشخصية والتي تشمل القلق والشعور بالنقص والانطواء والانفراد.
  - القلق والشعور بالنقص: تجنب المنافسة والكلام بصوت منخفض
  - الانزواء والانعزال: عدم المشاركة في الألعاب الجماعية والمزاجية في التصرف.
  - هناك مجموعه من السلوكيات مثل أحلام اليقظة وعدم القدرة على التركيز واشعال النار واللعب بالنار والعناد والرغبة في تعذيب الحيوانات والميل إلى اذية الذات مثل ضرب الرأس أو نقر العين أو شد الشعر- تقبيل الغير السرقة الكذب الضحك دون أسباب.

على المعلم أن يقرر مسبقا طريقة التدخل والاختيار. نستطيع على سبيل المثال أن نطلب من الطفل الوقوف جانب الكرسي لثوانٍ وعندما يتجاوب تقدم له مكافأة، وتدريجيا نطلب منه الجلوس لثوانٍ أيضا ونعطي مكافأة وهكذا دواليك. ولكن قبل البدء في التعديل يجب علينا دراسة الموقف وتحديد المشكلة وجمع البيانات وتحديد السلوك واجراء المراقبة.
أثناء عملية تعديل السلوك واختيار الحوافز يجب أن نقوم بتسجيل تكرار حصول السلوك ومدة استغراقه وتسجيل نوع وكمية وعدد المرات المكافأة، ومن الأفضل رسم بيان بذلك ليسهل الاطلاع والمراقبة ويجب الانتباه إلى عدم إعطاء المكافأة قبل أن ينجز الطفل المطلوب منه وان اشترط الطفل تقديم المكافأة قبل إنجازه للمطلوب منه حتى لا يعتبر الأمر رشوه قد يستغلها الطفل وتصبح سلوكاً عنده ويجب في مراحل لاحقة أن لا يتوقع الطفل مكافأة عن كل الأعمال التي ينجزها حتى أيضا لا تتحول إلى عادة، ويجب تخفيف عدد أو قيمة المكافآت مع زيادة طلب المهمات من الطفل والتباعد في إعطائها.

### تعديل السلوك
نعني به تغير السلوك غير المرغوب بطريقه مدروسة، وهو نوع من العلاج السلوكي يعتمد على التطبيق المباشر لمبادئ التعلم والتدعيمات الإيجابية والسلبية بهدف تعديل السلوك غير المرغوب.
قبل البدء في تعديل أي سلوك يجب إجراء تحليل عملي ودراسة شاملة للظروف المؤدية لحصول السلوك ويجب أن نؤمن أن الإنسان المعوق عقليا هو إنسان له صفات فردية من محاسن وعيوب واحتياجات ومن حقه أن يكره ويحب ويختار ويرفض وأنن إيماننا الصادق بقدراته وحقه بالوصول إلى حياة أفضل يساعدنا كثيرا في تحقيق أهدافنا.
إن تعديل السلوك لا يعتمد على الأدوية لأنها لا تحل المشكلة ولا الحد من الحركة لأنها ستخلق عند الطفل عدوانية، ولا الاعتماد على استدعاء شخص لديه القدرة على السيطرة على الموقف مثل الأب أو المدير وأن الإهانة أيضا لا تؤدي إلى أي نتائج. في أي خطة تعديل سلوك يجب أن نعتمد على الأهل وعلى مشاركتهم الفعالة.
يجب أن نقلل من إظهار اهتمامنا للطفل بتصرفه الشاذ طالما هذا التجاهل لا يعرض الطفل للخطر، ونحاول أن نضع السلوك الإيجابي مكانه. مثال على ذلك: 
كان الطفل يبدأ بالصراخ ويرمي الطعام على الأرض كلما وضعته أمه ليتناوله وتذهب للاهتمام بأعمالها المنزلية، إن صراخ الطفل هو بهدف لفت انتباه الأم، فكانت تعود فورا للجلوس بجانبه. في هذه الحالة يجب على الأم أن تتجاهل صراخ الطفل ويجب إلزامه بتنظيف الطاولة التي رمى الطعام عليها وجعل ذلك نتيجة لتصرف الطفل غير اللائق. وإذا تساءلنا ما هي الأسباب المباشرة: يخاف الطفل ان يُترك لوقت طويل للحصول على اهتمام أكبر. ما الذي خسره الطفل في هذا التصرف؟ خسر غضب والدته منه وإهانته. بماذا استفاد الطفل؟ لفت انتباه والدته- تركت الام أعمالها وأخذ الطفل كل الاهتمام.
إن كان لدى الطفل مجموعة من السلوكيات غير المرغوبة فلا يمكن تعديلها دفعة واحدة، بل ستكون مهمة مستحيلة. لذلك علينا تقسيم السلوك إلى مراحل واختيار الأصعب أو الأخطر أو المهم في أو على أو إلى حياة الطفل المعوق، وندرج مجموعة السلوكيات على سبيل المثال: يلعب بالنار- يلعب بالسكين- يرمي نفسه من النافذة- الخ....نجعل من تعديل السلوك حلقة مترابطة ومتسلسلة ونبدأ بالأصعب أو الأخطر.عندما نريد أن نبدأ
في خطة تعديل السلوك يجب أن نضع 3 مراحل:
مرحلة ما قبل الخطة: وهي تحديد السلوكيات التي تسبب مشكله وتعد هذه الخطوة خطوه هامه لان الخطأ في تحديده كخطأ الطبيب بالتشخيص.مثال: الطفل يجلس على الأرض ويصرخ ويضرب رأسه بالحائط (هذا تحديد واضح اما التحديد غير الواضح عندما نقول الطفل منزعج -يبكي - يصرخ.
المرحلة الثانية: تحديد الأوليات: لكل طفل مجموعه من المشاكل السلوكيه وكلها تحتاج إلى تعديل مثال: الطفل يرفض اللعب - الطفل يمزق الاوراق- الطفل يرمي كل شيء على الأرض أو من النافذة- لا يحترم الضيوف
ولتحديد الأوليات يجب أن نختار كما سبق وذكرنا المشكلة التي تشكل خطرا على الطفل وعلى الآخرين أو ان تكون غير لائقه اجتماعيا أو ان تكون مسببه في اعاقة التدريب
المرحلة الثالثة: تحديد وظيفة السلوك: بما أن السلوك يخدم وظيفه كما ذكرنا يجب أن نحدد ما هي الوظيفة التي يخدمها وهذه الخطوة قد تكون صعبه لذا نحتاج إلى التحليل والاستنتاج ليس بناء على خبرة المربي أو المعلم أو المدرب بل نعتمد على المراقبة على الشكل التالي:
ما يسبق السلوك.
ما هو السلوك.
ما يحدث بعد السلوك.
من خلال هذه المراقبة وتدوينها نحدد حجم السلوك وتكراره ومدى شدته ويجب عدم استبعاد احتمال وجود أسباب طارئه قد تكون مسببه مثل قلة النوم- التعب- المرض- ويجب الانتباه إذا كان السلوك في اطار البيئة لذا على سبيل المثال ان محاولة تعديل سلوك للتخلص من التفوه بكلمات غير مقبوله متجاهلين البيئة والاهل والمحيط.
علينا تحديد البديل الذي يجب أن نضعه بدلا من السلوك غير المرغوب به وان يستطيع الطفل ان يقوم به وفي حدود قدراته ويجب أن يكون البديل في مستوى السلوك غير المرغوب به اخذين بعين الاعتبار سن الطفل وقدراته ويتوقف نجاح المهمة على معرفتنا بقدرات الطفل واهتماماته.

### الحوافز والعقاب
يعتبر قانون الحفز أساسا في عملية تعديل السلوك وينص قانون: "أن كل سلوك مؤدي إلى مكافأة (نتيجة ومحصل) لدفع صاحبه إلى تكراره غالبا للحصول عليها ثانية. فالمكافأة إذن هي نتجية ومحصل بعد القيام بذلك السلوك. وبطبيعة الحال إذا لم يحدث السلوك فلم يكن هناك أي
مكافأه. ان السلوك الذي لايؤدي إلى مكافأة نادرا ما يدوم لدى صاحبه ويندر حصوله مع الزمن. أما إذا استمر الفرد في أداء سلوك معين وبشكل متكرر فيمكن القول إن ذلك قد حصل لأن مؤدي ذلك السلوك هو شكل من أشكاله مكافأة لصاحبه.

### أنواع الحوافز
- الحوافز المأكولة: كالأطعمة والحلويات والشراب.
- الحوافز المادية: ألعاب.
- الحوافز الاجتماعية: مديح الطفل-شاطر -قبله-احتضان.

بعض هذه الحوافز طبيعية وبعضها الاصطناعي التي يراها الطفل لتدفعه للقيام بالسلوك المستهدف (ألعاب -الاكل). حيث يطلب من الولد القيام بتصرف معين
تعرض عليه المكافأة، أما الحوافز الاجتماعية فتستعمل للمحافظة على السلوك المكتسب. أما الحوافز المادية فتُستعمل لاكتساب تصرفات جديده بشكل أسرع خاصة لدى الأولاد المندفعين أوالذين يعانون من اضطرابات سلوكية. والحوافز المادية تستعمل كأسلوب وبرنامج منهجي ومنظور يؤدي إلى زيادة الحصول على السلوك المقبول.
يجب عدم لفت النظر أثناء الحفز إلى تذكير الطفل على سبيل المثال إذا كان الطفل يقوم بتخريب المنزل، وإن وجدناه يلعب بلعبه يجب أن نقول له: شاطر هذه اللعبة جميله أفضل من القول: ان هذه اللعبة جميلة العب بها ولا تخرب المنزل. لأننا بذلك نشجعه ونذكره بالعودة إلى التخريب.
ان الحوافز تستعمل لتدريب الطفل على القيام بتصرف ما لردعه عن القيام بعمل ما، لذلك يجب لفت نظر الطفل دائما إلى التصرف الذي كوفئ عليه حتى لو كان عاجزا عن الكلام.
وبغض النظر عن الحوافز التي نلجأ إليها فإن الحافز مهما كان نوعه يجب أن يكون فعالا. لذلك على المدرب أن يجرب عدة حوافز من عدة أنواع إلى أن يلاحظ الاهتمام من الطفل لحافز ما، وهي خطوه مهمة عند القيام باعداد برنامج معين لتعديل السلوك، فإن الحوافز التي تعجب المدرب يمكن ألا تعجب الطفل مهما حاول المدرب تعويد الطفل عليها، فلكل طفل مزاياه. لذلك يجب إيجاد الحافز الذي يكون ذا قيمه بالنسبة للطفل. إن كل ما يجذب انتباه الطفل يمكن أن نجعل منه حافزا.
بعد فهم مدى فعالية الحافز -الحرمان-والإشباع- علينا تحديد الجرعة أو الكمية التي يمكن إعطاؤها لنحصل على أفضل النتائج، وعلى المدرب أن يختار الكمية المناسبة من الحافز المطلوب كي يحافظ على احتياج الطفل إلى مزيد من الحافز، ويجب عدم المبالغة بالمكافأة حتى لا بفقد الحافز قيمته، ويجب أن يكون الحافز قويا بحيث نبقي الطفل منشغلا بأداء السلوك المطلوب وفي الوقت نفسه متشوقا لاستلام مكافأته.

### الظروف الأساسية في تقديم الحوافز
يجب تقديم الحافز (المكافأة) فور إنجاز السلوك المطلوب لكي تكون ذات فعاليه قويه ومؤثره في شخصية الطفل.

### برمجة الحوافز
لتحديد عدد المرات التي يمكن أن نقدم المكافأة عند حصل السلوك المطلوب. 
الحفز الدائم: ونستعمل هذا الأسلوب عندما نبدأ بتدريب الطفل على سلوك جديد أو تعديل سلوك آخر وذلك بتقديم المكافأة لما أنجز السلوك بشكله المطلوب، وعندما نكافئ الطفل لقيامه بالأعمال الصحيحة فسرعان ما يتمكن من التمييز بين الأعمال الصحية والأعمال غير الصحيحة.
الحفز الجزئي: وذلك بالتقليل من عدد المكافآت لدى قيام الطفل بالعمل المطلوب نفسه بشكل دائم ولا يمكن تطبيق هذا الأسلوب إلا بعد أن يكون الطفل قد اكتسب السلوك المطلوب نتيجة لخضوعه لأسلوب الحفز الدائم.
إن الحفز الجزئي يمكن أن يؤدي إلى تكريس جودة السلوك لمدة أطول مما يقدمه الحفز الجزئي. إن قوة الحافز عادة تظهر بعد إنجاز السلوك المستهدف ولا يكون الحافز في مقدمة السلوك كدافع ميكانيكي آلي بل يأتي الحافز كمكافأة معنوية في نهاية العمل المنجز. فإذا قدم الحافز إلى الطفل سلفا أي قبل إنجاز العمل المطلوب منه عندها لا يجد الطفل مسوغا للقيام بالعمل المطلوب، ومع نموه وفهمه لما يجري سيرفض القيام بالعمل معللا بأنه يرفض الرشوة.

### الرشوة
هي سوء استعمال قوة الحافز الايجابية، فالرشوة عادة تسبق القيام بالعمل. وهناك طريقه لتجنب الرشوة وهي عدم توقع الطفل للقيام بالعمل المستهدف قبل أن يكون قد تدرب على إنجازه. فعلى سبيل المثال إذا كان الطفل مزعجا يمكن مصاحبته إلى زيارة الجيران ولكن لفترة وجيزه في بادئ الأمر، فإذا ابدى سلوكا مقبولا عند ذلك يمكن مكافأته عند انتهاء الزيارة والشرح له أن تلك المكافأة قد منحت له لأنه سلك مسلكا جيدا لدى زيارة الجيران، عند ذلك يبدأ الطفل بالإدراك أن سلوكه الحسن يؤدي إلى مكافأه مما يحفزه إلى السلوك الجيد دائما.

### العقاب
ان المعاقبة هي عملية تحدث بعد وقوع السلوك وتؤدي إلى التخفيف من حدوثه فيما بعد، وبتلك الطريقة يمكن تحديد السلوك السيئ ووصف العقاب المناسب بعد وقوعه وتحدث المعاقبة بطرق مختلفه مثل الصفع الخفيف على اليد أو الصراخ أو التوبيخ أو التأنيب أو السخرية أو بقول لا بس أو برفع الحاجبين احتجاجا ولكن العقاب ليس مجرد حصول تلك الصور المختلفة، إنه العلاقة بين حدث معين حصل بنتيجة سلوك معين وأدى إلى التقليل من القيام بذلك السلوك فيما بعد، لذلك يمكن أن تحدث الحوادث العادية التي ترتبط بالسلوك السيئ حسب الشكل المذكور سابقا عقابا ومثالا على ذلك:
إذا ما لوث الطفل جدار المنزل بالطباشير الملونة يكون عقابه القيام بتنظيف جميع جدران المنزل فان تنظيف الجدران أصبح عقابا لما تربطه مع السلوك الحاصل بينما لا يرتدي تنظيف الحائط في ظروف أخرى طابع العقاب.
ن استعمال نوع معين من العقوبات أكثر من استعمال أنواع أخرى أحيانا للحد من سلوك معين يمكن أن يؤدي إلى مضاعفات تجدر الإشارة إليها:
- - مع أن العقاب هو عملية سريعة للحد من التصرف تؤدي غالبا إلى الحد من حصول التصرف القائم في تلك اللحظة ودون أية عملية إضعاف للسلوك على المدى الطويل.
  - إن العقوبة الجسديه تؤدي إلى نشوء السلوك الهجومي العدائي وكثيرا ما يقوم الأطفال بتقليد الكبار في سلوكهم وخاصة سلوك أهلهم. عند استعمال الصفع أو الضرب للعقاب يظن الطفل ـن مثل ذلك النوع من التصرف هو تصرف مقبول اجتماعيا.
  - كثيرا ما يستعمل العقاب للحد من الاضطرابات المسلكية الخفيفة دون استعمال أي من الحوافز من أجل تطوير تصرف إيجابي مناسب يؤدي إلى شعور الرهبة والخوف من الأهل، فيحاول الصغير الهرب من أهله أو يصبح معاندا لآرائهم.

إن هناك مضاعفات جدية لاي عملية عقاب لذلك يجب إيجاد أسلوب آخر نتمكن من تخفيف حصول السلوك السيئ بدلا من العقاب.

### أنواع العقاب
الحرمان: حرمان الطفل من المشاركة في الألعاب التي يحبها.
الابعاد: إبعاده من غرفة الفصل لفترة قصيرة في الحصص التي يحبها.
الإهمال: وذلك بعدم منحه أي اهتمام.
المعاقبة داخل الفصل:
إجلاسه على كرسي وإدارته للحائط بحيث لا يرى ما يقوم به رفاقه من أعمال؟
ملاحظات:
- يزداد السلوك المراد تعديله في البداية لا تتراجع واشرح للطفل دائما عن سبب استخدامك المكافأة أو العقاب حتى لو كنت تظن أنه لا يفهمك.
- احرص أن تكون تعابير وجهك متناسبة مع ما تحاول إيصاله للطفل.
- لا تجعل الطفل يستدرجك في سلوكه وتذكر أنه إذا توفرت له بيئه فيها الاهتمام والحب والانتماء والإحساس بالأهمية فهذا يساعده على تقليل قيامه بسلوكيات غير مرغوبة.
- إن العقاب الذي نقرره لسوء تصرف ما يجب أن يوضع موضع التنفيذ في كل مرة يحدث التصرف، وإذا ما نفذ العقاب مرة ولم ينفذ في حين آخر يحتمل أن يؤدي إلى ازدياد حدوث التصرف السيئ.
- يجب أن تكون قوة العقاب موازية لقوة التصرف المقترف.
- يجب ألا يتلقى الطفل الذي اقترف ذنبا بسيطا عقابا قويا.